# Upplands-Bro kommun
59°29′N 17°45′Ø / 59.483°N 17.750°Ø
Upplands-Bro kommune ligger nordvest for Stockholm i Stockholms län i landskapet Uppland i  Sverige. Kommunens administrationscenter ligger i byen Kungsängen.

## Byer
Upplands-Bro kommune har seks byer.
Indbyggere pr. 31. december 2005.
| #  | By                 | Indbyggere |
| -- | ------------------ | ---------- |
| 1. | Kungsängen         | 7.367      |
| 2. | Bro                | 6.359      |
| 3. | Brunna             | 3.861      |
| 4. | Sylta              | 763        |
| 5. | Mariedal           | 277        |
| 6. | Håbo-Tibble kyrkby | 271        |